# Promozione Emilia-Romagna 1983-1984
Nella stagione 1983-1984 la Promozione era sesto livello del calcio italiano (il massimo livello regionale). Qui vi sono le statistiche relative al campionato in Emilia-Romagna.
Il campionato è strutturato in vari gironi all'italiana su base regionale, gestiti dai Comitati Regionali di competenza. Promozioni alla categoria superiore e retrocessioni in quella inferiore non erano sempre omogenee; erano quantificate all'inizio del campionato dal Comitato Regionale secondo le direttive stabilite dalla Lega Nazionale Dilettanti, ma flessibili, in relazione al numero delle società retrocesse dal Campionato Interregionale e perciò, a seconda delle varie situazioni regionali, la fine del campionato poteva avere degli spareggi sia di promozione che di retrocessione.

## Girone A

### Squadre partecipanti
| Squadra                   | Città (provincia)                      |
| ------------------------- | -------------------------------------- |
| S.P. Argentana            | Argenta (FE)                           |
| U.S. Atletico Bidente     | Santa Sofia (FC)                       |
| U.S. Baracca Lugo         | Lugo di Romagna (RA)                   |
| A.C. Bellaria Igea Marina | Bellaria (RN)                          |
| U.S. Castelbolognese      | Castel Bolognese (RA)                  |
| Calcio Castrocaro TDS     | Castrocaro Terme e Terra del Sole (FC) |
| A.S. Cervia               | Cervia (RA)                            |
| U.S. Comacchiese          | Comacchio (FE)                         |
| U.P. Copparese            | Copparo (FE)                           |
| C.A. Faenza Sez.Calcio    | Faenza (RA)                            |
| A.C. Imola                | Imola (BO)                             |
| Pol. Morciano             | Morciano di Romagna (RN)               |
| A.C. Sammaurese           | San Mauro Pascoli (FC)                 |
| S.S. Sampierana           | San Piero in Bagno (FC)                |
| S.S. Savignanese          | Savignano sul Rubicone (FC)            |
| A.C. Voltana              | Voltana (RA)                           |

### Classifica finale
|  | Pos. | Squadra              | Pt | G  | V  | N  | P  | GF | GS | DR  |
|  | ---- | -------------------- | -- | -- | -- | -- | -- | -- | -- | --- |
|  | 1.   | Baracca Lugo         | 41 | 30 | 15 | 11 | 4  | 37 | 14 | +23 |
|  | 2.   | Savignanese          | 41 | 30 | 17 | 7  | 6  | 39 | 18 | +21 |
|  | 3.   | Comacchiese          | 39 | 30 | 13 | 13 | 4  | 43 | 20 | +23 |
|  | 4.   | Cervia               | 37 | 30 | 12 | 13 | 5  | 42 | 27 | +15 |
|  | 4.   | Sampierana           | 37 | 30 | 14 | 9  | 7  | 30 | 19 | +11 |
|  | 6.   | Bellaria Igea Marina | 33 | 30 | 11 | 11 | 8  | 35 | 22 | +13 |
|  | 6.   | Imola                | 33 | 30 | 11 | 11 | 8  | 33 | 26 | +7  |
|  | 8.   | Faenza               | 31 | 30 | 12 | 7  | 11 | 27 | 27 | 0   |
|  | 9.   | Castrocaro T.D.S.,   | 29 | 30 | 10 | 9  | 11 | 30 | 30 | 0   |
|  | 10.  | Castelbolognese      | 28 | 30 | 7  | 14 | 9  | 28 | 32 | -4  |
|  | 11.  | Atletico Bidente     | 27 | 30 | 8  | 11 | 11 | 27 | 27 | 0   |
|  | 12.  | Argentana            | 26 | 30 | 7  | 12 | 11 | 22 | 31 | -9  |
|  | 13.  | Voltana              | 25 | 30 | 7  | 11 | 12 | 21 | 34 | -13 |
|  | 14.  | Morciano             | 23 | 30 | 6  | 11 | 13 | 23 | 36 | -13 |
|  | 15.  | Sammaurese           | 19 | 30 | 5  | 9  | 16 | 20 | 49 | -29 |
|  | 16.  | Copparese            | 11 | 30 | 1  | 9  | 20 | 17 | 62 | -45 |

### Spareggio 1.posto
- il 27-5-1984 a Forlimpopoli: Baracca Lugo-Savignanese 3-2
- Baracca Lugo ammesso agli spareggi promozione contro Finale Emilia e Suzzara.

## Girone B

### Squadre partecipanti
| Squadra                      | Città (provincia)                   |
| ---------------------------- | ----------------------------------- |
| F.C. Athletic Carpi          | Carpi (MO)                          |
| G.S. Bo.Ca.                  | Bologna (BO)                        |
| A.C. Castellarano            | Castellarano (RE)                   |
| A.C. Castel San Pietro Terme | Castel San Pietro (BO)              |
| A.C. Crevalcore              | Crevalcore (BO)                     |
| F.C. Finale                  | Finale Emilia (MO)                  |
| F.C. Formigine               | Formigine (MO)                      |
| S.C. Medicinese              | Medicina (BO)                       |
| Pol. Molinella               | Molinella (BO)                      |
| Ostiglia F.B.C.              | Ostiglia (MN)                       |
| Pol. Ozzanese                | Ozzano dell'Emilia (BO)             |
| U.P. Pianorese Giocas        | Pianoro (BO)                        |
| U.S. Poggese                 | Poggio Rusco (MN)                   |
| C.S. Sant’Agostino           | Sant'Agostino (Terre del Reno) (FE) |
| U.S. Vignolese               | Vignola (MO)                        |
| U.S. Virtus Roteglia         | Castellarano (MO)                   |

### Classifica finale
|  | Pos. | Squadra                 | Pt | G  | V  | N  | P  | GF | GS | DR  |
|  | ---- | ----------------------- | -- | -- | -- | -- | -- | -- | -- | --- |
|  | 1.   | Finale Emilia           | 40 | 30 | 13 | 14 | 3  | 45 | 21 | +24 |
|  | 2.   | Crevalcore              | 38 | 30 | 11 | 16 | 3  | 37 | 20 | +17 |
|  | 3.   | Sant'Agostino           | 37 | 30 | 12 | 13 | 5  | 30 | 21 | +9  |
|  | 4.   | Ozzanese                | 36 | 30 | 12 | 12 | 6  | 36 | 28 | +8  |
|  | 5.   | Castellarano            | 34 | 30 | 9  | 16 | 5  | 37 | 28 | +9  |
|  | 6.   | Formigine               | 33 | 30 | 10 | 13 | 7  | 26 | 23 | +3  |
|  | 7.   | Athletic Carpi          | 31 | 30 | 9  | 13 | 8  | 33 | 34 | -1  |
|  | 8.   | Castel San Pietro Terme | 30 | 30 | 7  | 16 | 7  | 29 | 32 | -3  |
|  | 9.   | Medicinese              | 29 | 30 | 6  | 17 | 7  | 24 | 23 | +1  |
|  | 9.   | Molinella               | 29 | 30 | 6  | 17 | 7  | 23 | 26 | -3  |
|  | 11.  | Virtus Roteglia         | 27 | 30 | 7  | 13 | 10 | 38 | 35 | +3  |
|  | 11.  | Pianorese Giocas        | 27 | 30 | 10 | 7  | 13 | 25 | 30 | -5  |
|  | 13.  | Bo.Ca.                  | 25 | 30 | 7  | 11 | 12 | 22 | 27 | -5  |
|  | 13.  | Poggese                 | 25 | 30 | 8  | 9  | 13 | 17 | 38 | -21 |
|  | 15.  | Ostiglia                | 20 | 30 | 6  | 8  | 16 | 25 | 42 | -17 |
|  | 16.  | Vignolese               | 19 | 30 | 3  | 13 | 14 | 21 | 40 | -19 |

- Finale Emilia ammesso alla finale, promossa Interregionale dopo i spareggi contro Baracca Lugo e Suzzara.

## Girone C

### Squadre partecipanti
| Squadra                | Città (provincia)              |
| ---------------------- | ------------------------------ |
| G.S. Bagnolese         | Bagnolo in Piano (RE)          |
| S.S. Cerlongo          | Cerlongo (MN)                  |
| G.S. Combisalso        | Salsomaggiore Terme (PR)       |
| U.S. Danilo Martelli   | Castellucchio (MN)             |
| U.S. Fontanellatese    | Fontanellato (PR)              |
| A.S. Guastalla         | Guastalla (RE)                 |
| A.S. Langhiranese      | Langhirano (PR)                |
| U.S. Montecavolo       | Montecavolo (RE)               |
| U.S. Reggiolo          | Reggiolo (RE)                  |
| A.C. Salsomaggiore     | Salsomaggiore Terme            |
| U.S. San Silvestro     | San Silvestro (Curtatone) (MN) |
| Sant’Ilario S.C.       | Sant'Ilario d'Enza (RE)        |
| Calcio Scandiano Pol.  | Scandiano (RE)                 |
| Sporting F.C.          | Reggio Emilia (RE)             |
| S.C. Suzzara           | Suzzara (MN)                   |
| A.S. Termolan Bibbiano | Bibbiano (RE)                  |

### Classifica finale
|  | Pos. | Squadra           | Pt | G  | V  | N  | P  | GF | GS | DR  |
|  | ---- | ----------------- | -- | -- | -- | -- | -- | -- | -- | --- |
|  | 1.   | Suzzara           | 50 | 30 | 21 | 8  | 1  | 60 | 12 | +48 |
|  | 2.   | Salsomaggiore     | 40 | 30 | 13 | 14 | 3  | 39 | 26 | +13 |
|  | 3.   | Termolan Bibbiano | 39 | 30 | 13 | 13 | 4  | 35 | 22 | +13 |
|  | 4.   | Danilo Martelli   | 38 | 30 | 15 | 8  | 7  | 41 | 22 | +19 |
|  | 5.   | Montecavolo       | 36 | 30 | 13 | 10 | 7  | 35 | 25 | +10 |
|  | 6.   | Scandiano         | 35 | 30 | 14 | 7  | 9  | 33 | 24 | +9  |
|  | 7.   | Reggiolo          | 34 | 30 | 13 | 8  | 9  | 37 | 31 | +6  |
|  | 8.   | Langhiranese      | 31 | 30 | 11 | 9  | 10 | 37 | 39 | -2  |
|  | 9.   | San Silvestro     | 28 | 30 | 9  | 10 | 11 | 33 | 34 | -1  |
|  | 10.  | Guastalla         | 26 | 30 | 9  | 8  | 13 | 24 | 42 | -18 |
|  | 11.  | Fontanellatese    | 25 | 30 | 7  | 11 | 12 | 22 | 25 | -3  |
|  | 11.  | S.Ilario          | 25 | 30 | 7  | 11 | 12 | 34 | 39 | -5  |
|  | 11.  | Bagnolese         | 25 | 30 | 9  | 7  | 14 | 22 | 33 | -11 |
|  | 14.  | Combisalso        | 23 | 30 | 8  | 7  | 15 | 24 | 33 | -9  |
|  | 15.  | Cerlongo          | 15 | 30 | 3  | 9  | 18 | 19 | 50 | -31 |
|  | 16.  | Sporting          | 10 | 30 | 2  | 6  | 22 | 16 | 54 | -38 |

- Suzzara ammesso alla finale, promossa Interregionale dopo i spareggi contro Finale Emilia e Baracca Lugo.

## Spareggi promozione tra le 1.classificate
- 03-06-1984 Baracca Lugo-Finale Emilia 1-2
- 06-06-1984 Suzzara-Baracca Lugo 2-0
- 10-06-1984 Finale Emilia-Suzzara 0-0
- 13-06-1984 Finale Emilia-Baracca Lugo 1-1
- 17-06-1984 Baracca Lugo-Suzzara 1-1
- 20-06-1984 Suzzara-Finale Emilia 1-0

### Classifica
- Suzzara 6
- Finale Emilia 4
- Baracca Lugo 2

Verdetto:
- Finale Emilia e Suzzara sono promosse al Campionato Interregionale 1984-85.